# 杨越
楊越（？—1691年），字友聲，初名春華。浙江山陰（今紹興）安城人，清初戍寧古塔。

## 生平
其父楊蕃，明末曾任京口（鎮江）副總兵。楊越是明末諸生，明亡後，散盡家產，慷慨尚俠，交結反清志士。順治十八年爆發通海案，其友人錢允武在獄中寫信給楊越，委託照顧其子。信件落入官方手中，楊越主動承擔責任。康熙元年（1662年）十月，楊越與難友李汝謙等攜帶家屬踏上寧古塔之途，面無懼色，妻范氏亦偕行。其子楊賓領弟妹投奔上海叔父。
楊越到了寧古塔“伐木構室，壘土石為炕，出餘物易菽粟”，並且在當地開課教書。康熙三十年（1691年）病逝，楊賓進京跪哭，兩年後其夫人范氏與二子護棺遷歸，「民送者哭填路」。

## 延伸阅读
[在维基数据编辑]
 《清史稿·卷499》，出自趙爾巽《清史稿》